# Anton Florijan, knez Lihtenštajna
Anton Florijan, knez Lihtenštajna (Wilfersdorf, 28. svibnja 1656. – Beč, 11. listopada 1721.), peti knez Lihtenštajna.

## Životopis
Rođen je u Wilfersdorfu, 28. svibnja 1656. godine. Tijekom Rata za španjolsku baštinu bio je u Španjolskoj gdje je služio kao načelnik stožera nadvojvode Karla koji je nakon smrti svoga brata postao car Svetog Rimskog Carstva. Zajedno s Karlom se vraća u Beč gdje je prisustvovao njegovom krunjenju. Sve do smrti obavljao je važne dužnosti u carstvu.
23. veljače 1719. car Karlo VI. priznaje posjede u Vaduzu i Šelenbergu suverenom Kneževinom Lihtenštajn, a Anton Florijan suverenim knezom. Ipak za vrijeme svog života nikada nije nogom stupio u svoju kneževinu, nego je većinom živio u Beču te na posjedima u Moravskoj i Austriji.
Kneževina Lihtenštajn i Veliko vojvodstvo Luksemburg su jedine kneževine Svetog Rimskog Carstva koje postoje sve do danas. Umro je u Beču 11. listopada 1721.

## Brak i potomstvo
15. listopada 1679. Anton Florijan se oženio za Eleonoru Barbaru Katarinu, groficu od Thun-Hohensteina (4. svibnja 1661. – 10. veljače 1723.). Imali su 11 djece od kojih su većina umrli u ranom djetinjstvu:
- Princ Franjo Augustin (1680. – 1681.)
- Princeza Eleonora (1681. – 1682.)
- Princ Karlo Josip Florijan (12. siječnja 1683. – 19. prosinca 1715.)
- Princeza Antonija Marija Eleonora (u. 1685.)
- Princ Anton Ignac Josip (1689. – 1690.)
- Princ Josip Ivan Adam (27. svibnja 1690. – 17. prosinca 1732.)
- Princ Inocent Franjo Anton (1693. – 1707.)
- Princeza Marija Karolina Ana (23. kolovoza 1694. – 16. travnja 1735.)
- Princ Karlo Josip (1697. – 1704.)
- Princeza Ana Marija Antonija (1699. – 1753.)
- Princeza Marija Eleonora (1703. – 18. srpnja 1757.)

## Vanjske poveznice

### Mrežna sjedišta
- (engl.) Životopis na stranicama Kneževske obitelji Liechtenstein

### Sestrinski projekti
|  | Zajednički poslužitelj ima još gradiva o temi Anton Florijan, knez Lihtenštajna |